# Polygala wilsonii
Polygala wilsonii är en jungfrulinsväxtart som beskrevs av John Kunkel Small. Polygala wilsonii ingår i släktet jungfrulinssläktet, och familjen jungfrulinsväxter. Inga underarter finns listade i Catalogue of Life.